# Hundred de Cameron
O Hundred de Cameron é uma unidade cadastral de hundred localizado no Médio Norte da Austrália do Sul centrada no Lago Bumbunga. O norte Hummock Range ocupa grande parte da metade oeste da área e a Linha ferroviária Adelaide-Port Augusta que corre próximo e paralela ao limite leste. É uma das 16 hundreds do Condado de Daly. Foi nomeado em 1869 pelo governador James Fergusson Para o pioneiro Hugh Cameron.
As seguintes localidades e cidades do Conselho de Wakefield a área está situada dentro (ou em grande parte dentro) dos limites dos Hundred de Cameron:
- Lochiel
- Bumbunga (na maior parte)
- Barunga Gap (metade do sul)